# كوشكو (قهاب رستاق)
کوشکو (بالفارسية: کوشکو) هي مستوطنة تقع في إيران في قسم قهاب رستاق الريفي.